# Hester Jasper
Hester Jasper (Sneek, 7 mei 2001) is een Nederlands volleybalspeelster. Jasper kwam in Nederland uit voor VC Sneek. In het buitenland speelde ze voor de Duitse clubs VfB 91 Suhl, MTV Stuttgart, SC Potsdam en Dresdner SC. Sinds 2024 komt Jasper uit voor het Griekse PAOK Volley.

## Carrière
Jasper begon haar volleybalcarrière in 2016 bij VC Sneek. Met deze club won ze in 2017 de nationale beker. In het seizoen 2017/18 wist ze met de Friese club de tweede plaats in de Eredivisie te behalen. In 2019 maakte Jasper haar debuut voor Nederlandse volleybalploeg in de Nations League. Vervolgens maakte ze een transfer naar het Duitse VfB Suhl 91. Hier speelde ze samen met haar zus Marrit Jasper. In 2020 maakte Jasper de overstap naar competitiegenoot MTV Stuttgart. In haar debuutseizoen behaalde ze met de club uit de Duitse deelstaat Baden-Württemberg de tweede plaats. In haar tweede seizoen bij de club uit Stuttgart wist Jasper landskampioen van Duitsland te worden en de Duitse beker te winnen. Daarnaast werd in de CEV Cup de tweede plaats behaald nadat het Turkse Eczacıbaşı Istanbul te sterk was in de finale. In 2022 verliet Jasper de club voor een overstap naar competitiegenoot SC Potsdam. Hier werd ze tweede, waarna ze de club na een seizoen verliet voor Dresdner SC, eveneens actief in de Bundesliga. Een jaar later viel Jasper in eerste instantie af voor de definitieve selectie voor het EK 2023. Door een blessure bij Nova Marring mocht Jasper zich toch melden bij de selectie van de Nederlandse volleybalploeg, samen met haar zus Marrit. Op het eindtoernooi werd de derde plaats behaald nadat Italië in de finale met 3-0 werd verslagen. In 2024 maakte Jasper de overstap naar het Griekse PAOK Volley.

## Awards
Clubverband
- Nederlands runner-up 1×
- Nederlandse beker 1×
- Duits kampioen 1×
- Duits runner-up 2×
- Duitse beker 1×